# 目黒ケイ
目黒ケイ（めぐろ ケイ）は、日本のイラストレーター、グラフィックデザイナー。東京都世田谷区生まれ、東京都出身。ニューヨーク州・ブルックリン在住。

## 略歴
- 幼少期から絵を描く喜びを得る。父親の仕事の都合で幼い頃からインターナショナルスクールに通い、英語を習得。高校卒業までに漢字検定2級も取得している。
- 8歳の時東京に帰国、聖心インターナショナルスクールに就学する。
- 2006年に米国ニューヨークのスクール・オブ・ビジュアル・アーツに進学後、2010年にグラフィックデザインBFA取得の上卒業。
- 2012年までは大手広告会社にグラフィックデザイナーとして勤めるも、独立し今に至る。
- インスタグラムを通し、今現在3４万人以上のフォロワーがいる模様。

## 作品
- 主にブリストル紙、グリッド紙、木炭、グラファイトパウダー、鉛筆（2H〜6B）、綿棒、スキャナーとPhotoshopを使用した作品が特徴的である。
- 写実的なイラストが多いが、アーティスト曰く「写実的な絵を描く以上に、それを崩すようなシンプルで協調性が強い色味を加えることで自分を最大限に表現している」とのこと。
- 2015年の6月に日本での初個展、毎日新聞に注目されるなどで日本進出。

## 人物
- 両親ともに英語が堪能、幼少期は転勤が多い環境で育った。
- 特技は「絵を描くこと」と小学校のことから自負している。本人曰く、「大好きなことで、お仕事が出来るとは夢には思ってもいませんでした」とのこと。
- 大の愛犬家で、愛犬のフレンチ・ブルドッグとペキニーズミックス、モモタロウとペキニーズとチワワのミックス、みかんとブルックリンで暮らしている。度々彼女のインスタグラムに登場している。愛称「MOMO」。
- 両親の影響で、小学校低学年から乗馬の経験がある為、非常に乗馬が堪能である。動物への興味が沸いたのも、馬への興味が大いに影響している。
- もしアートの世界に進出していなかった場合、獣医への憧れが強かった。